# Departament de Cultura del Govern Basc
El Departament de Cultura del Govern Basc (també Eusko Jaurlaritzako Kultura Saila), va ser el departament del Govern Basc responsable de la promoció cultural de la Comunitat Autònoma Basca. Va ser fundat el 1936 i es va restaurar l'any 1980 juntament amb la democràcia a Espanya. El 2012 es va fusionar amb el Departament d'Ensenyament. Un dels principals objectius del departament era la difusió i la promoció de la llengua basca La darrera consellera de Cultura va ser la socialista Blanca Urgell.

## Ministres
- 1936 - 1946 : Jesús Maria Leizaola
- 1946 - 1953 : Telesforo Monzón

La restauració de la democràcia
- 1980 - 1983 : Ramon Labien

Entre 1983-84 va estar adscrita al Departament d'Ensenyament
- 1984 - 1985 : Joseba Arregi
- 1985 - 1987 : Luis Mari Bandres
- 1987 - 1995 : Joseba Arregi
- 1995 - 2001 : Mari Karmen Garmendia
- 2001 - 2009 : Miren Azkarate
- 2009 - 2012 : Blanca Urgell

## Òrgans annexos
- Organització d'alfabetització i rehabilitació d'adults
- Ràdio Televisió Basca
- Orquestra Simfònica d'Euskadi
- Institut Basc Etxepare

## Delegacions
El Departament d'Interior tenia les següents representacions als tres territoris del País Basc :
- Unitats territorials a Vitòria-Gasteiz, Bilbao i Donostia.
- Observatori Basc de la Joventut de Bilbao.